# Belonogaster longitarsa
Belonogaster longitarsa är en getingart som beskrevs av Richards 1982. Belonogaster longitarsa ingår i släktet Belonogaster och familjen getingar. Inga underarter finns listade.